# Attack Attack!
Gli Attack Attack! sono un gruppo musicale statunitense formatosi a Westerville, Ohio. Dal loro debutto, avvenuto nel 2005, la band ha pubblicato due EP, If Guns Are Outlawed, Can We Use Swords? (2008) e Long Time, No Sea (2021), e tre album, tutti sotto la Rise Records: Someday Came Suddenly (2008), Attack Attack! (2010) e This Means War (2012). Dopo essersi sciolto nel 2013, il gruppo è ritornato in attività nel 2020 con un nuovo cantante e bassista, e i membri fondatori Andrew Wetzel (batteria) e Andrew Whiting (chitarra).
Sono considerati tra i pionieri dell'electronicore, genere musicale frutto dell'unione del metalcore con la musica elettronica.

## Storia del gruppo

### Gli inizi e il primo album (2005-2009)
La band viene fondata nel 2005 da Austin Carlile (voce), Ricky Lortz (chitarra ritmica e voce), Andrew Whiting (chitarra solista), Andrew Wetzel (batteria) e Nick White (basso). Tuttavia Lortz lascia la band ancora prima che venga pubblicato del materiale ufficiale, venendo sostituito da Johnny Franck. Sempre nello stesso periodo, White viene cacciato dalla band, venendo rimpiazzato da John Holgado. Successivamente si unisce alla formazione anche Caleb Shomo (tastiera e sintetizzatore).
Influenzato dal gruppo britannico electronicore Enter Shikari, il gruppo realizza il suo primo lavoro, l'EP If Guns Are Outlawed, Can We Use Swords?, nel corso del 2007, pubblicandolo indipendentemente nel 2008. L'unione nelle loro canzoni di breakdown metalcore, pesante musica elettronica e il massiccio uso di Auto-Tune nelle parti melodiche creano in quel periodo grande scalpore, e il pubblico e la critica statunitense della scena metal e punk si dividono tra chi apprezza la musica del nuovo gruppo e chi addirittura lo deride e denigra, anche per via del non convenzionale video musicale pubblicato per il brano Stick Stickly. Soprattutto detto video aumenta particolarmente la fama degli Attack Attack!, e l'etichetta statunitense Rise Records propone un contratto discografico al gruppo. Per la Rise esce il loro primo album Someday Came Suddenly, sempre nel 2008, vendendo 3 600 copie durante la sua prima settimana di pubblicazione. A fine anno Austin Carlile lascia la band per divergenze artistiche, mentre Nick Barham viene scelto come suo sostituto. Tuttavia anche Barham decide di lasciare la band verso la fine del 2009. I cinque membri rimanenti decidono quindi di non cercare un nuovo cantante per la band, ma di promuovere il tastierista Caleb Shomo al ruolo di voce principale.

### Il successo e l'uscita di Shomo (2010-2012)

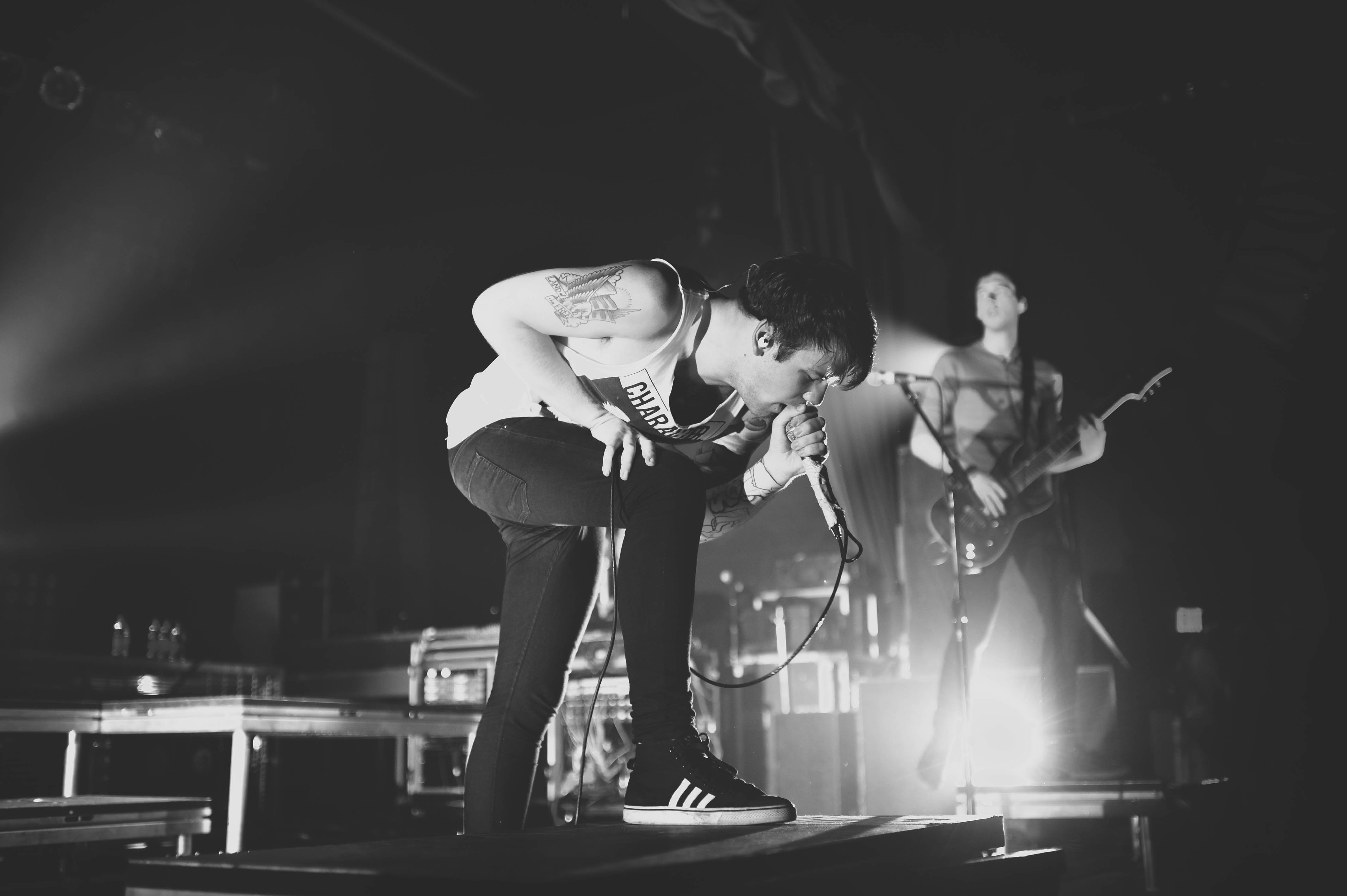
La band in concerto nel 2012

L'8 giugno 2010 viene pubblicato l'omonimo Attack Attack!, che raggiunge la 26ª posizione degli album più venduti negli Stati Uniti. Alla fine dello stesso anno il chitarrista e cantante Johnny Franck annuncia che lascia gli Attack Attack! per poter "rifocalizzarsi su Dio". La band, diventata ormai un quartetto, decide per la seconda volta di non sostituire un ex membro, e Caleb Shomo prende il ruolo sia di cantante scream che cantante melodico. Viene così realizzato il terzo album, intitolato This Means War, dove Shomo spicca anche come produttore.
Verso la fine del 2012 viene annunciato che gli Attack Attack! non sono più sotto contratto con la Rise Records e, poche settimane più tardi, anche il bassista John Holgado lascia la band a causa di problemi di depressione e ansia. Holgado è seguito una settimana più tardi da Caleb Shomo, che annuncia il suo abbandono con la presentazione del nuovo cantante della band, Phil Druyor. Viene inoltre ingaggiato il bassista Tyler Sapp per completare la nuova formazione, guidata dai membri fondatori Andrew Whiting e Andrew Wetzel. Nel dicembre 2012 viene pubblicato l'unico brano realizzato con Druyor alla voce, intitolato No Defeat.

### Lo scioglimento (2013)
Dopo l'annuncio di un quarto album in studio che tuttavia non verrà mai pubblicato, il gruppo lancia un'ultima serie di concerti in Europa e negli Stati Uniti (in questo periodo si avvarrà di diversi turnisti per riprodurre i cantati urlati nelle esibizioni delle prime produzioni della band), prima di essere ufficialmente sciolto per formare i Nativ, un nuovo progetto musicale con gli stessi componenti degli Attack Attack!, a cui si aggiunge il chitarrista Will Honto. Dopo un EP omonimo, i Nativ vengono presto sciolti, e mentre Caleb Shomo è ormai risalito alla ribalta anche con il suo nuovo gruppo Beartooth, Wetzel e Whiting avviano separatamente e con altri musicisti i propri nuovi progetti in cui suonare, rispettivamente i Nine Shrines e i Drudge.

### Reunion (2020-presente)
Nell'ottobre 2020 la band si è riunita e annuncia di essere in studio con il produttore Joey Sturgis per scrivere nuovo materiale. Un nuovo singolo, intitolato All My Life, viene pubblicato il 7 dicembre 2020. La nuova formazione è composta dai membri originali Andrew Wetzel e Andrew Whiting, insieme ai nuovi componenti Jay Miller (basso, già turnista per la band negli ultimi concerti del 2013) e Chris Parketny (voce). Un altro singolo, Kawaii Cowboys, instrumentale e lungo poco meno di un minuto, viene pubblicato il 20 aprile 2021. Alcuni giorni dopo viene annunciato che un nuovo brano, intitolato Brachyura Bombshell, verrà pubblicato il 30 aprile, accompagnato da un video ufficiale. Tutti e tre i singoli vengono pubblicati dalla Oxide Records e sono stati prodotti da Joey Sturgis. Il 29 Ottobre 2021 la band pubblica l'EP Long Time, No Sea.

## Formazione

### Formazione attuale
- Chris Parketny – voce (2020-presente)
- Andrew Whiting – chitarra (2005-2013, 2020-presente)
- Jay Miller – basso (2020-presente)
- Andrew Wetzel – batteria, percussioni (2005-2013, 2020-presente)

### Ex componenti
- Phil Druyor – voce (2012-2013)
- Caleb Shomo – voce death, voce melodica, chitarra, tastiera, sintetizzatore, programmazione (2007-2012)
- Nick Barham – voce death (2008-2009)
- Austin Carlile – voce death (2007-2008)
- Johnny Franck – voce melodica, chitarra ritmica (2007-2010)
- Ricky Lortz – voce melodica, chitarra ritmica (2005-2007)
- Tyler Sapp – basso (2012-2013)
- John Holgado – basso, voce secondaria (2007-2012)
- Nick White – basso (2005-2007)

Turnisti
- Sean Bell – chitarra ritmica, voce secondaria (2013)
- Sean Mackowski – voce melodica, chitarra ritmica (2010–2012)
- Jeremy Gilmore – voce death (2013)
- Jay Miller – voce death (2013)

## Discografia

### Album in studio
- 2008 – Someday Came Suddenly
- 2010 – Attack Attack!
- 2012 – This Means War

### EP
- 2008 – If Guns Are Outlawed, Can We Use Swords?
- 2021 – Long Time, No Sea

### Singoli
- 2009 – Stick Stickly
- 2009 – Shavargo Pt. 3
- 2010 – Sexual Man Chocolate
- 2011 – Smokahontas
- 2011 – Last Breath
- 2011 – The Motivation
- 2012 – The Wretched
- 2012 – The Revolution
- 2012 – No Defeat
- 2020 – All My Life
- 2021 – Kawaii Cowboys
- 2021 – Brachyura Bombshell
- 2021 – Press F